# رونا نیشلیو
رونا نیشلیو متولد ۲۵ اوت ۱۹۸۶ در یوگسلاوی (کوزوو امروزی) خواننده و مجری کوزوو-آلبانیایی است.
رونا نمایندهٔ کشور آلبانی در مسابقه آواز یوروویژن ۲۰۱۲ است. ترانهٔ او «شخصی» نام دارد.

## یوروویژن
رونا با ترانهٔ خود به نام «شخصی» که تنها اسم آن به زبان لاتین و متن آهنگ کاملاً آلبانیایی بود، موفق به کسب رتبهٔ دوم در سمی فاینال و پنجم در فاینال شد که تا کنون بهترین رتبهٔ این کشور و اولین باری بوده که در گروه پنج کشور برتر قرار می‌گیرد.